# فرودگاه کاندلا
فرودگاه کاندلا (به انگلیسی: Kandla Airport) (به زبان بومی: Gandhidham Airport) یک فرودگاه همگانی با کد یاتا IXY است که یک باند فرود بتن دارد و طول باند آن ۱۵۲۳ متر است. این فرودگاه در کشور هند قرار دارد و در ارتفاع ۲۹ متری از سطح دریا واقع شده است.